# 暖香塢
暖香坞，小说《红楼梦》大观园中一处景观，惜春在此居住。在小说中记载的方位前后不一。第50回贾母去惜春处参观，是在大观园东路。第74回王善保家的抄检大观园，是在大观园的西路。
惜春的书房题“蓼风轩”。